# Polypedilum acifer
Polypedilum acifer is een muggensoort uit de familie van de dansmuggen (Chironomidae). De wetenschappelijke naam van de soort werd voor het eerst geldig gepubliceerd in 1945 door Henry Keith Townes, Jr.